# Гоффман (Північна Кароліна)
Гоффман (англ. Hoffman) — місто (англ. town) в США, в окрузі Річмонд штату Північна Кароліна. Населення — 418 осіб (2020).

## Географія
Гоффман розташований за координатами 35°1′53″ пн. ш. 79°32′57″ зх. д. / 35.03139° пн. ш. 79.54917° зх. д. (35.031324, -79.549134).  За даними Бюро перепису населення США в 2010 році місто мало площу 8,81 км², уся площа — суходіл.

## Демографія
Згідно з переписом 2010 року, у місті мешкало 588 осіб у 212 домогосподарствах у складі 145 родин. Густота населення становила 67 осіб/км².  Було 237 помешкань (27/км²).
Расовий склад населення:
| - 56,3 % — чорних або афроамериканців - 37,2 % — білих - 4,1 % — корінних американців - 0,7 % — азіатів |

До двох чи більше рас належало 1,2 %. Частка іспаномовних становила 2,7 % від усіх жителів.
За віковим діапазоном населення розподілялося таким чином: 26,5 % — особи молодші 18 років, 62,3 % — особи у віці 18—64 років, 11,2 % — особи у віці 65 років та старші. Медіана віку мешканця становила 36,4 року. На 100 осіб жіночої статі у місті припадало 91,5 чоловіків;  на 100 жінок у віці від 18 років та старших — 100,0 чоловіків також старших 18 років.
Середній дохід на одне домашнє господарство  становив 40 179 доларів США (медіана — 23 750), а середній дохід на одну сім'ю — 49 362 долари (медіана — 36 471). За межею бідності перебувало 33,2 % осіб, у тому числі 50,5 % дітей у віці до 18 років та 29,3 % осіб у віці 65 років та старших.
Цивільне працевлаштоване населення становило 215 осіб. Основні галузі зайнятості: освіта, охорона здоров'я та соціальна допомога — 27,4 %, роздрібна торгівля — 15,3 %, науковці, спеціалісти, менеджери — 11,2 %, транспорт — 9,8 %.